# 希爾伯恩鎮區 (阿肯色州麥迪遜縣)
希爾伯恩鎮區（英語：Hilburn Township）是位於美國阿肯色州麥迪遜縣的一個行政鎮區。

## 地方資料
根據2010年美國人口普查的數據，希爾伯恩鎮區的面積為49.10平方千米，當中陸地面積為49.02平方千米，而水域面積為0.08平方千米。當地共有人口310人，而人口密度為每平方千米6人。